# Mihails Zemļinskis
Mihails Zemļinskis (* 21. prosince 1969, Riga, Lotyšská SSR, SSSR) je bývalý lotyšský fotbalový obránce a pozdější trenér. Většinu své hráčské kariéry strávil v lotyšském klubu Skonto FC.
V letech 1992–2005 nastupoval za lotyšskou fotbalovou reprezentaci.

## Reprezentační kariéra
V A-mužstvu reprezentace Lotyšska debutoval 8. 4. 1992 v přátelském utkání v Bukurešti proti domácímu týmu Rumunska (porážka 0:2).
Zúčastnil se Mistrovství Evropy 2004 v Portugalsku, kde Lotyšsko obsadilo poslední čtvrtou příčku v základní skupině D (za Českou republikou, Nizozemskem a Německem).
V letech 1999–2014 odehrál celkem 105 reprezentačních zápasů a nastřílel 12 gólů. Několikrát vedl tým jako kapitán.

## Úspěchy

### Individuální
- 1× lotyšský Fotbalista roku: 1998[3]